# اخاذی (فیلم ۲۰۲۳)
اخاذی (اسپانیایی: La extorsión‎) یک فیلم مهیج آرژانتینی محصول ۲۰۲۳ به کارگردانی مارتینو زایدلیس بر اساس فیلمنامه ای از امانوئل دیز است که گیرمو فرانچلا در کنار پابلو راگو و آندریا فریجریو بازی می‌کنند.

## طرح
الخاندرو پطروسیان کهنه‌کار خلبان هواپیما که در آستانه بازنشستگی است، پس از یک آزمایش پزشکی دستکاری شده که بخشی از پتروسیان را پنهان کرده بود، توسط سرویس‌های مخفی باج خواهی کشیده شد

## رهایی
این فیلم در ۶ آوریل ۲۰۲۳ در آرژانتین اکران شد. این فیلم دومین فیلم پربیننده آرژانتینی در سال ۲۰۲۳ در باکس آفیس داخلی با ۵۲۸٬۰۰۰ پذیرش بود.